# Мкомазі (національний парк)
Національний парк Мкомазі розташований на північному сході Танзанії на кордоні з Кенією, в одному районі регіону Кіліманджаро та районі Лушото, з частиною парку в районі Мкінга регіону Танга . Він був створений як заповідник в 1951 році та здобув статус національного парку у 2006 році.
Парк займає понад  та межує з кенійським національним парком Цаво-Вест, через те є частиною однієї з найбільших у світі природоохоронних територій. Територія, яка зазвичай називається «Мкомазі», насправді є об’єднанням двох попередніх заповідників, заповідника Умба на сході і заповідника Мкомазі на заході; в урядових документах їх іноді називають заповідниками Мкомазі-Умба. З них Мкомазі є більшим і має більшу різноманітність рельєфу та середовища існування, а також має довшу спільну межу із національним парком Цаво-Вест.

## Історія
Подібно до багатьох інших національних парків і заповідників, як в Африці так і в усьому світі загалом, історія Мкомазі є дещо суперечливою, головними суперниками в охороні природи є урядові планувальники охорони природи та користувачі місцевих сільських ресурсів, таких як пастухи, мисливці та землероби. Даний парк відрізняється від багатьох інших випадків у Східній Африці тим, що спочатку було дозволено обмежене використання ресурсів у межах заповідника. Коли Мкомазі вперше було засновано, низці сімей з етнічної групи Паракуйо дозволили продовжувати жити там з кількома тисячами великої рогатої худоби, кіз і овець. (Колоніальний) уряд того часу дозволив їм проживати там, оскільки вони були в цьому районі протягом багатьох років і вважалося, що вони не загрожують екологічній цілісності заповідника. Скотарів пускали лише у східну половину заповідника. Скотарі -іммігранти-масаї та сім’ї інших етнічних груп були виселені під час створення заповідника.
Однак Мкомазі незабаром зазнав велику імміграцію з боку інших пастухів, деяким з яких чинили опір і жителі Паракуйо, а іншим вони, навпаки - сприяли. Що стосується місцевого тваринництва та іммігрантів, які переселилися до заповідника, перші десятиліття історії Мкомазі були характерними для зростання популяції великої рогатої худоби. На початку 1960-х років у східній половині заповідника було нараховано близько 20 000 домашніх травоїдних тварин. На початку 1970-х скотарі почали жити та випасати худобу в західній половині заповідника, і до середини 1980-х років у заповіднику в цілому було нараховано близько 80 000 голів великої рогатої худоби. Багато іммігрантів були масаями, які дуже тісно пов’язані з паракуйо, розмовляли однією мовою та мали багато звичаїв. Але місцеві скотарі з інших етнічних груп, таких як самбаа та паре, також пасли тисячі корів в Мкомазі.
Надмірна кількість великої рогатої худоби на території заповідника викликала значне занепокоєння щодо збереження навколишнього середовища. Наприкінці 1980-х років уряд Танзанії вирішив скасувати всі дозволи на випас худоби в Національному парку Мкомазі та виселив усіх скотарів. До липня 1988 року ці виселення були повністю завершені. Виселені скотарі Масаї та Паракуйо оскаржували законність виселення, вимагаючи звичаєвих прав на заповідник у судах Танзанії, але програли справу. Після виселення, Національним парком Мкомазі зацікавилися британська благодійна організація Фонд охорони дикої природи Джорджа Адамсона та її американська дочірня благодійна організація Тоні Фітцджон, Африканський фонд збереження дикої природи Джорджа Адамсона, які з того часу очолили кампанію з відновлення природи заповідника. Вони встановили огороджені території для реінтродукції африканських диких собак і чорних носорогів, а також відновлюють інфраструктуру заповідника. Також організації підтримують місцеві громади, завдяки програмі охоплення.

### Охорона парку

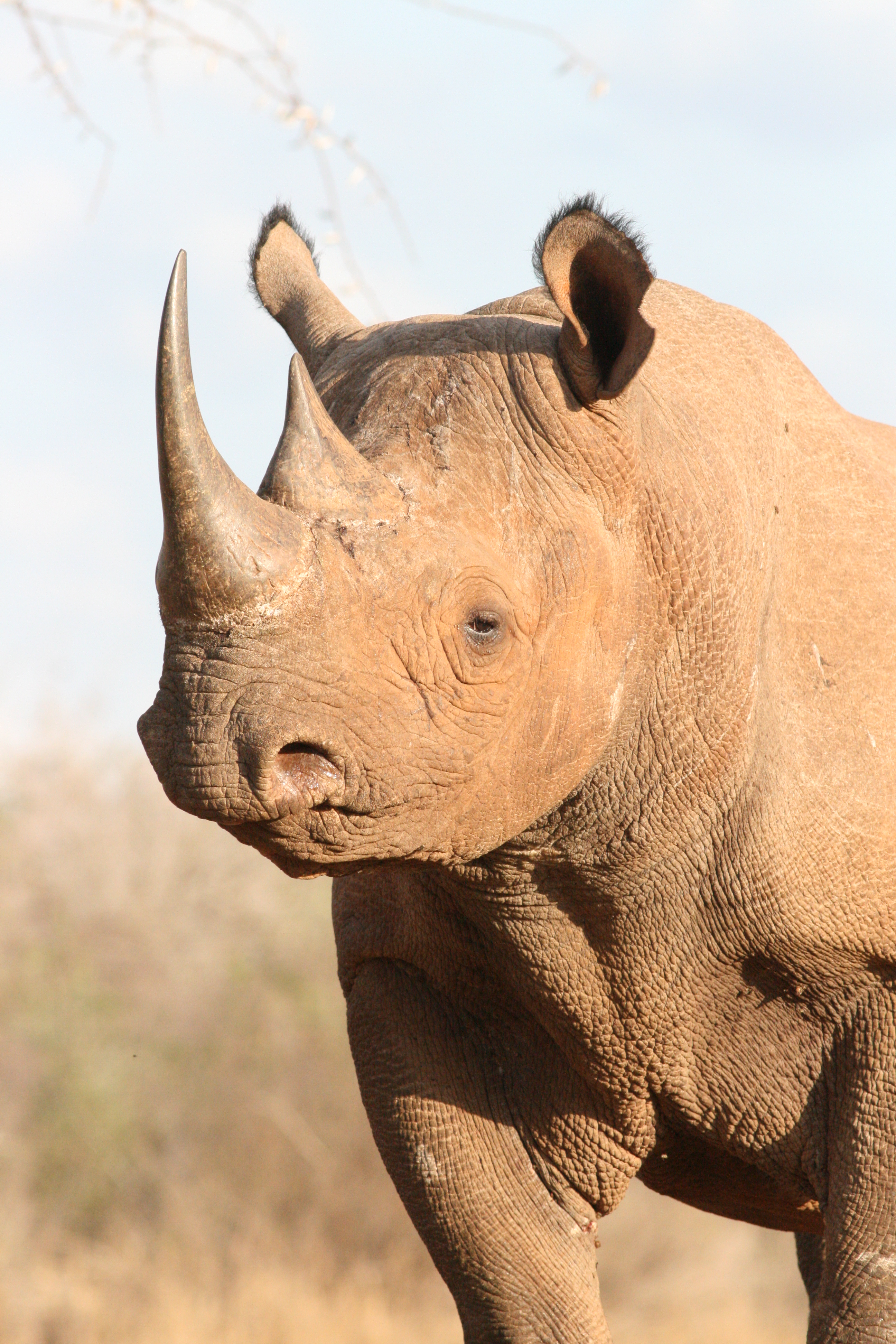
Носоріг, Національний парк Мкомазі, Танзанія

Заповідник все ще зазнає незаконне вторгнення скотарів, особливо в дощовий сезон. Але головні змагання щодо Мкомазі сьогодні стосуються його представлення. Загалом існує два широкі табори:
Для багатьох природоохоронців Національний парк Мкомазі є історією успіху. Заповідник, якому загрожували люди та надмірний випас, був відновлений. Території для африканських диких собак і великий, патрульований заповідник для чорних носорогів (які успішно розмножуються) зробили заповідник відомим, надаючи йому міжнародне визнання. Дороги відремонтовано, дамби збудовано, а рейнджери оснащені хорошою уніформою та радіостанціями. Сьогодні анти браконьєрські патрулі ефективно обмежують вторгнення мисливців та скотарів. Робота зі школами та підтримка інших місцевих потреб зміцнює відносини з місцевими громадами. Висококласна туристична сафарі-компанія нещодавно оголосила про плани організувати регулярні святкові сафарі до Мкомазі, що принесе більше прибутку для парку. Прихильники Мкомазі бачать, що це чудовий випадок повернення земель для збереження, яким загрожувало людське втручання.
Мало хто з критиків Мкомазі може заперечити факти попереднього абзацу, але для них це просто не вся історія. Вони обурюються в літературі, спрямованій на збереження природи, яка не згадує про виселення та заперечує тривалий зв’язок колишніх мешканців із землею. Вони знають заповідник як місце, звідки було виселено тисячі пастухів, декому було виплачено неадекватну компенсацію. Вони вважають, що переваги інформаційних програм не збігаються з витратами на виселення, що багато виселених не отримують від них користі, і що кількість людей навколо заповідника (понад 50 000) ускладнює надання значущих переваг для більшості місцевих жителів. Вони вважають, що екологічні аргументи для виселення є слабкими - вони часто проводилися без будь-яких підтверджуючих даних. Критики створення заповідної території Мкомазі вважають, що заповідник позбавляє людей землі. 
Позитивні аспекти збереження Мкомазі неодноразово відстоювалися в різноманітних кампаніях і зборах коштів, завойовуючи міжнародну підтримку, нагороди та підтримку знаменитостей. Це збирає сотні тисяч доларів на рік. Критичні погляди процвітають у навчальних матеріалах університетських курсів, у антропологічних і правозахисних колах, а також серед природоохоронців, які виступають за інклюзивні підходи до збереження. Тут Мкомазі стає еталоном того, як не виселяти місцевих жителів. Це одна з небагатьох охоронюваних територій, для якої витрати на виселення та зубожіння в результаті політики збереження були ретельно задокументовані.
Були запропоновані компромісні позиції. Деякі спостерігачі стверджували, що існує екологічний простір для досягнення компромісу, який включає випас всередині Мкомазі. В Танзанії всередині заповідників, це юридично та теоретично можливо, але це було б реально лише на сході, оскільки імміграція пастухів часто була непопулярною в західній частині. Однак, оскільки Мкомазі здобув повний статус національного парку, що виключає будь-яке місцеве використання, це більше не варіант. Ймовірно, Мкомазі судилося стати місцем, про яке завжди розповідатимуть дві дуже різні історії.

## Тваринний світ
- Африканська дика собака
- Чорний носоріг
- Лев [3]
- Кана звичайна
- Кангоні
- Зебра Гранта
- Африканський слон
- Плямиста гієна